# Static Nunatak
Static Nunatak är en nunatak i Antarktis. Den ligger i Östantarktis. Nya Zeeland gör anspråk på området. Toppen på Static Nunatak är 1 860 meter över havet.
Terrängen runt Static Nunatak är kuperad. Trakten är obefolkad. Det finns inga samhällen i närheten. 